# نیکولاس اودینو
نیکولاس اودینو (انگلیسی: Nicolas Oudinot; ۲۵ آوریل ۱۷۶۷ – ۱۳ سپتامبر ۱۸۴۸)، دوک رجو کالابریا و بار-لو-دوک و فرمانده و مارشال نیروهای فرانسه طی جنگ‌های ناپلئونی بود. وی ۳۴ بار در طی جنگ‌های مختلف زخمی شد و سرانجام نام وی در طاق پیروزی درج شد.